# Sân bay Yeouido
Sân bay Yeouido đã từng là một sân bay quốc tế ở Yeouido, thành phố Seoul. Nó hoạt động như một sân bay quốc tế từ 1929 đến 1958. Nó đóng cửa sau khi khánh thành Căn cứ không quân Seoul.

## Quản lý trước đây
Hãng hàng không quốc gia Hàn Quốc

## Lịch sử
- 1916: Nhật Bản xây dựng sân bay ở Yeouido
- 1922: Phi công đầu tiên của Hàn Quốc Ahn Chang Nam đã bay thử.
- 1929: Mở rộng sân bay
- 1953: Sân bay Yeouido trở thành sân bay quốc tế
- 1958: Tất cả chuyến bay dân sự chuyển đến Sân bay quốc tế Gimpo
- 1971: Tất cả các chức năng quân sự chuyển sang xây dựng mới Căn cứ không quân Seoul và sân bay Yeouido đóng cửa.